# Pålsboda
Pålsboda er et byområde i Hallsbergs kommun i Örebro län i Sverige, som ligger langs med Västra stambanan mellem Hallsberg og Katrineholm samt ved riksväg 51 mellem Örebro og Norrköping.

## Historie
Pålsboda var et vigtigt knudepunkt og omlastningsstation, da den smalsporede jernbane Pålsboda–Finspång blev trafikeret. Banen blev senere en del af Norra Östergötlands Järnvägar (NÖJ).
Pålsboda ligger i Sköllersta socken og indgik efter kommunalreformen i 1862 i Sköllersta landskommun. I denne indrettedes til byen den 9. maj 1941 Pålsboda municipalsamhälle, som blev opløst med udgangen af 1957. Byen har siden 1971 hørt til Hallsbergs kommun.

## Bebyggelsen
I Pålsboda ligger en skole (Folkasboskolan), nogle daginstitutioner, en jernhandel, to pizzeriaer, et konditori, en blomsterhandel, en tankstation, en dagligvarebutik, en brandstation, et ambulatorium, samt to kirker (Pålsboda kyrka og Pingstkyrkan Pålsboda). Byen har også to industrikvarterer, et i øst og et i vest.

## Erhvervsliv
Tidligere lå Nordeuropas største hæfteklammefabrik, Svenska Häftstiftsfabriken, i Pålsboda.
I Pålsboda ligger også Pålsboda Vårdcentral, som er Sveriges første private ambulatorium efter at det i 1992 blev overtaget af Per Hemberg.